# Warszawa Centralna

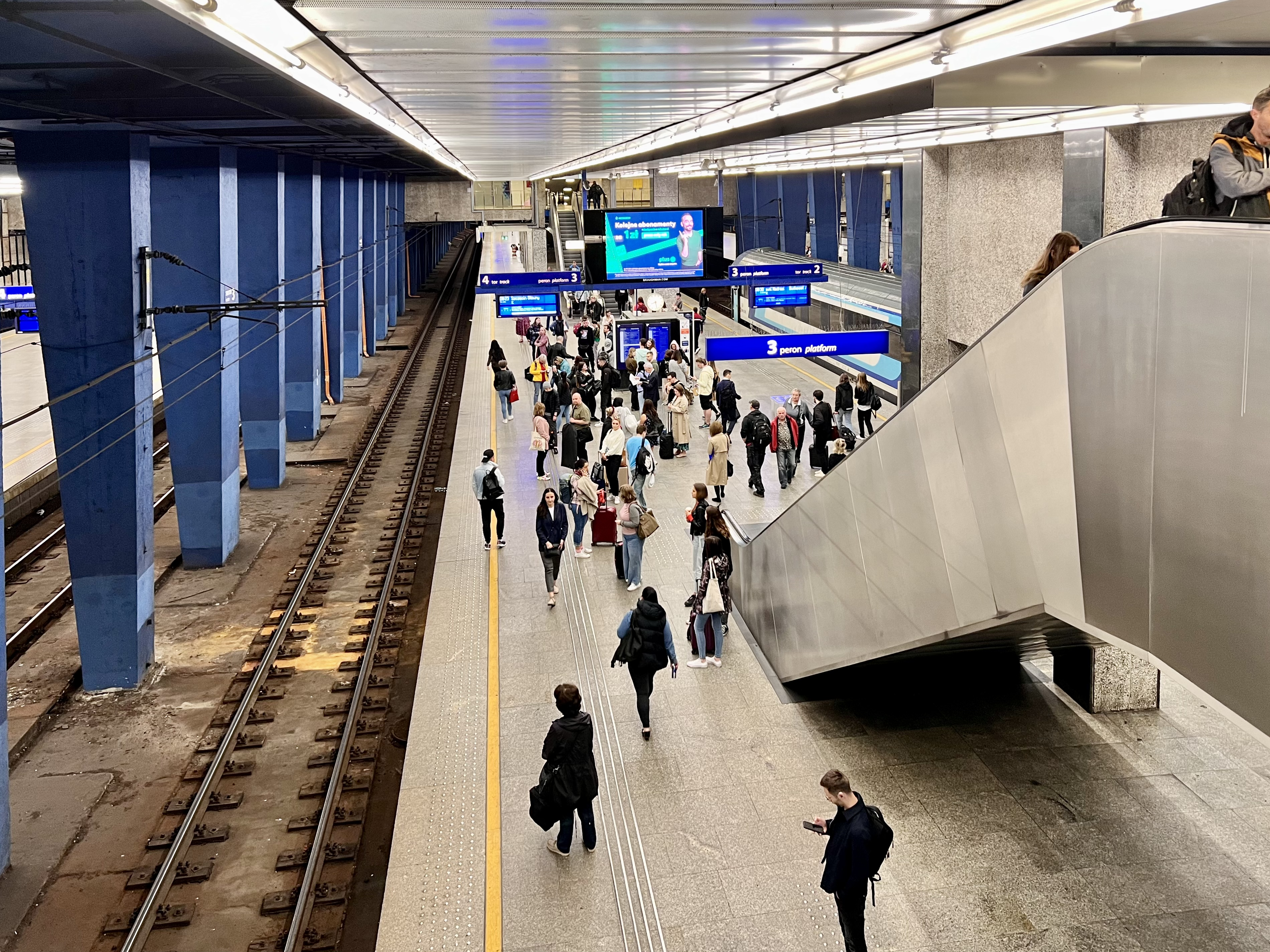
Hala peronowa stacji

Warszawa Centralna – podziemna stacja kolejowa w Warszawie obsługująca przewozy dalekobieżne. Znajduje się w Śródmieściu, przy Alejach Jerozolimskich, między al. Jana Pawła II i ul. Emilii Plater, w tunelu średnicowym łączącym ją ze stacjami Warszawa Wschodnia i Warszawa Zachodnia.

## Opis
W 1967 roku dwa perony i drewniane pawilony kasowe tymczasowego przystanku Warszawa Śródmieście zostały przekształcone w przystanek Warszawa Centralna.
W latach 1972–1975 wybudowano Dworzec Centralny.
Stacja posiada 4 perony wyspowe, wysokie, dwukrawędziowe o długości 400 m. Perony 1 i 2 obsługują ruch w kierunku wschodnim a perony 3 i 4 w kierunku zachodnim.
Kilometraż początku, osi i końca stacji:
| Nr | Nazwa                         | Km stacji | Km stacji | Km stacji |
| Nr | Nazwa                         | pocz.     | osi       | końca     |
| -- | ----------------------------- | --------- | --------- | --------- |
| 2  | Warszawa Zachodnia – Terespol | -0,345    | 0,000     | 0,346     |

W roku 2022 stacja obsłużyła 13 286 tys. osób, co dało jej 7. miejsce w Polsce. Głównym przewoźnikiem korzystającym ze stacji jest PKP Intercity.

## Ruch pasażerski[8]
| Rok  | Wymiana pasażerska na dobę |
| ---- | -------------------------- |
| 2017 | 41 400                     |
| 2018 | 42 600                     |
| 2019 | 45 100                     |
| 2020 | 21 000                     |
| 2021 | 24 400                     |
| 2022 | 36 400                     |
| 2023 | 36 600                     |